# NGC 204
NGC 204 ist eine linsenförmige Galaxie vom Hubble-Typ S0 im Sternbild Fische auf der Ekliptik. Sie ist schätzungsweise 245 Millionen Lichtjahre von der Milchstraße entfernt und hat einen Durchmesser von etwa 85.000 Lj.

Im selben Himmelsareal befinden sich die Galaxien NGC 193, NGC 199, NGC 203, NGC 211.
Das Objekt wurde am 16. Oktober 1827 von dem britischen Astronomen John Herschel entdeckt.